# BR-Standardklasse 6
Die BR-Standardklasse 6 (englisch BR Standard Class 6, nach den Namen der Lokomotiven auch als Clan Class bezeichnet) war eine Dampflokomotivreihe der britischen Staatsbahn British Railways (BR). Die Schlepptenderlokomotiven mit der Achsfolge 2’C1’ (Pacific) waren für den Einsatz auf Strecken vorgesehen, auf denen nur der Einsatz von Lokomotiven mit einer Achslast kleiner 20 Tonnen zulässig war; als Mehrzwecklokomotive sollten sie sowohl vor Express- wie auch Güterzügen einsetzbar sein. Die Maschinen nach einem Entwurf von Robert Riddles erwiesen sich jedoch als vergleichsweise wenig leistungsfähig; es wurden insgesamt lediglich zehn Stück gebaut. Bedingt durch die von British Railways forcierte Umstellung auf Diesel- und Elektrotraktion standen die 1951/52 erbauten Lokomotiven nur relativ kurz im Dienst und wurden zwischen 1962 und 1966 bereits wieder ausgemustert. Es blieb keine Maschine erhalten.

## Geschichte
Die Clan Class wurde im Rahmen der Entwicklung der Standardklassen von British Railways als leichtere Variante der BR-Standardklasse 7, der sogenannten Britannia Class entworfen. Diese waren für viele Strecken zu schwer und Robert Riddles als Chefingenieur sah Bedarf für eine leistungsfähige Mehrzwecklokomotive zum Einsatz auf zweitrangigen Hauptstrecken mit geringer zulässiger Achslast und anspruchsvollen Betriebsbedingungen. Dass eine leichte Pacific auf schwierigen Strecken wie der schottischen Highland Main Line oder der Verbindung zwischen Carlisle und Stranraer eine deutliche Verbesserung der Fahrtzeiten und der Betriebsverhältnisse bewirken konnte, hatten die Vergleichsfahrten mit Lokomotiven der BR-Vorgängergesellschaften 1948 gezeigt. Die auf der Highland Main Line eingesetzte Lokomotive der West Country Class der früheren Southern Railway (SR) war in der Lage gewesen, die dortigen fahrplanmäßigen Zeiten deutlich zu unterbieten. So wie die West Country Class eine leichtere und damit vielfältiger einsetzbare Ausgabe der schwereren Pacifics der Merchant Navy Class war, sollte die Clan Class vergleichbare Einsatzmöglichkeiten bieten.
Im Sinne der möglichst weitgehenden Vereinheitlichung wurde die leichte Pacific-Mehrzwecklokomotive daher im Entwurfsbüro von British Railways in Derby unter Verwendung von Rahmen, Steuerung und Fahrwerk der Britannia Class entworfen. Führerhaus und Tender waren ebenfalls identisch, als wesentliche Unterschiede wurden Kessel und Zylinder etwas kleiner und leichter dimensioniert. Gebaut wurden die Maschinen in den Crewe Works. Die erste Maschine 72000 Clan Buchanan wurde in Crewe im Dezember 1951 fertiggestellt. Aufgrund des als dringend eingeschätzten Bedarfs wurden die ersten zehn Maschinen der neuen Klasse erbaut, ohne erste Betriebserfahrungen mit einer Vorserie abzuwarten. Die letzte Maschine dieses ersten Loses kam bereits im April 1952 zur Auslieferung. Alle erhielten Namen schottischer Clans, wovon sich der Beiname der Klasse ableitete.
Nach der Auslieferung des ersten Loses wurde ein zweites Los von 15 Maschinen in Auftrag gegeben, von denen fünf zur Southern Region und zehn zur Scottish Region von BR kommen sollten, und bei denen diverse Modifikationen auf Basis der ersten Betriebserfahrungen vorgesehen waren. Während die schottischen Maschinen weitere Namen von Clans erhalten sollten, waren für die fünf anderen Maschinen Namen der britischen Frühgeschichte wie Hengist und Horsa vorgesehen. Stahlknappheit und die im Vorfeld des 1955 von British Railways verabschiedeten Modernisierungsplans angestellten Überlegungen zur Abkehr von der bisherigen Beschaffungsstrategie hin zu einer beschleunigten Verdieselung führten dazu, dass diese Bestellung 1954 wieder storniert wurde. Zu Beginn der Beschaffung war man bei BR noch von insgesamt 118 zu beschaffenden leichten Pacifics ausgegangen.
Die Lokomotiven der Clan Class wurden hälftig in den Depots Glasgow Polmadie und Carlisle Kingmoor stationiert, wo sie von wenigen Ausnahmen abgesehen bis zu ihrer Ausmusterung bleiben sollten.  Nur kurzzeitig waren einige Exemplare in den Edinburgher Depots Haymarket und St Margarets stationiert. Anders als ursprünglich vorgesehen kamen sie nicht auf der Highland Main Line zum Einsatz, sondern bespannten vorwiegend Züge auf der West Coast Main Line zwischen Glasgow und Crewe oder Manchester oder Liverpool. Expresszüge zwischen Edinburgh und Leeds sowie zwischen Carlisle und Bradford sowie Boat trains nach Stranraer gehörten ebenfalls zu ihren Aufgaben, wie auch wichtige Expresszüge wie der Thames-Clyde Express und der Pullmanzug Queen of Scots. Die Maschinen erwarben sich einen gemischten Ruf. Sie galten, vor allem bei mit ihnen nicht vertrauten Personalen, als schlechte Dampfmacher mit im Vergleich mit der Britannia Class deutlich geringerer Leistungsfähigkeit. Dennoch zeigten sie sich in der Lage, Züge aus bis zu 14 Wagen ohne Hilfe von Schublokomotiven über die Rampen bei Beattock zu befördern und erbrachten auch auf der anspruchsvollen Settle-Carlisle Line gute Leistungen.

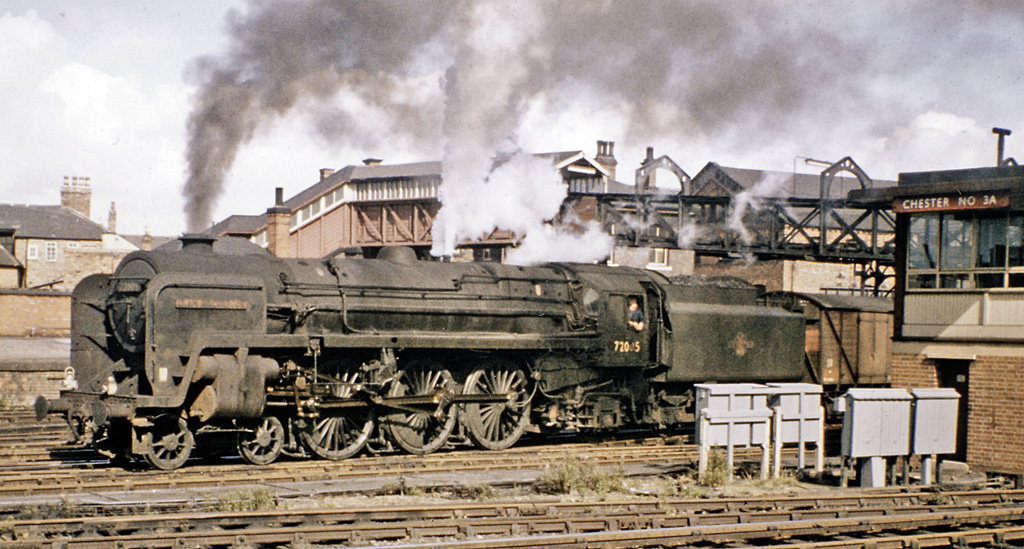
Lokomotive 72005 Clan Macgregor im Jahr 1964 vor einem Güterzug in Chester

Eine Maschine, die 72001 Clan Cameron, wurde 1956 auf der West Highland Line erprobt. Sie zeigte sich zwar dieser sehr anspruchsvollen und kurvenreichen Strecke mit ihren Steigungen gewachsen, im Vergleich mit den normalerweise eingesetzten Lokomotiven der LNER-Klasse B1 ergaben sich jedoch keine nennenswerten Vorteile, weswegen kein dauerhafter Einsatz erfolgte. Sie bespannte nach Ende der Versuche allerdings noch Sonderzüge zum Treffen des Clans Cameron im Juni 1956. 1958 kam eine Maschine testweise in die Eastern Region ins Depot Stratford im Osten von London. Sie bespannte dort Leistungen vom Bahnhof Liverpool Street nach Norwich, Clacton-on-Sea und Harwich. Die Zuggewichte waren allerdings auf die Leistungsfähigkeit der Britannia Class ausgelegt, die Maschine konnte daher die in sie gesetzten Erwartungen nicht erfüllen und kam nach kurzer Zeit wieder zurück nach Schottland.
Ab Anfang der 1960er Jahre verloren die Lokomotiven allmählich ihre wichtigsten Planleistungen an neue Diesellokomotiven und übernahmen vermehrt Aufgaben im Güterverkehr. Sie mussten zudem häufig als Ersatz für ausgefallene Diesellokomotiven einspringen. Die ersten fünf, im Depot Polmadie stationierten Maschinen 72000 bis 72004 wurden im Dezember 1962 außer Dienst gestellt. Dagegen blieben die übrigen fünf, in Carlisle stationierten Maschinen noch bis April 1965 vollzählig im Dienst. Bis Mai 1966 wurden sie schließlich ebenfalls ausgemustert und im August 1966 waren alle Maschinen der Klasse verschrottet.

## Technik
Der geschweißte Plattenrahmen und das Fahrwerk der Clan Class waren identisch mit der schwereren Britannia Class. Zur Gewichtsreduktion wurde ein etwas kleinerer Kessel verwendet, dessen Rost und  Heizfläche sowie Überhitzer und Kesseldruck etwas reduziert wurden. Ebenso wurde der Zylinderdurchmesser von 508 auf 495 mm (von 20 in auf 19,5 in) reduziert. Dennoch konnte nur eine relativ geringe Gewichtsreduktion um 6,5 t gegenüber den Britannias erreicht werden. Die Achslast betrug 19 t, während die Britannia Class 20,5 t Achslast aufwies. Während bei der Britannia Class eine gute Abstimmung zwischen Kesselleistung und Antrieb erreicht worden war, wurde dieses Ziel bei der Clan Class verfehlt. Die Maschinen galten während ihrer Dienstzeit als schlechte Dampfmacher mit hohem Kohlenverbrauch. Nach der Inbetriebnahme der ersten Maschinen zeigten sich bald diverse „Kinderkrankheiten“, die zu Modifikationen und Umbauten bei allen Maschinen führten. So wurde der Blasrohr-Durchmesser des verwendeten Einfachschornsteins vergrößert, um eine bessere Saugwirkung und damit Kesselleistung zu erzielen.
Im Übrigen wurden die Maschinen wie alle BR-Standardlokomotiven mit diversen damals zeitgemäßen Bauteilen ausgestattet. Sie erhielten unter anderem Rollenlager, selbstreinigende Rauchkammern und Aschkästen; bei ihrem Bau fand Schweißtechnik umfangreich Anwendung.

## Geplanter Nachbau

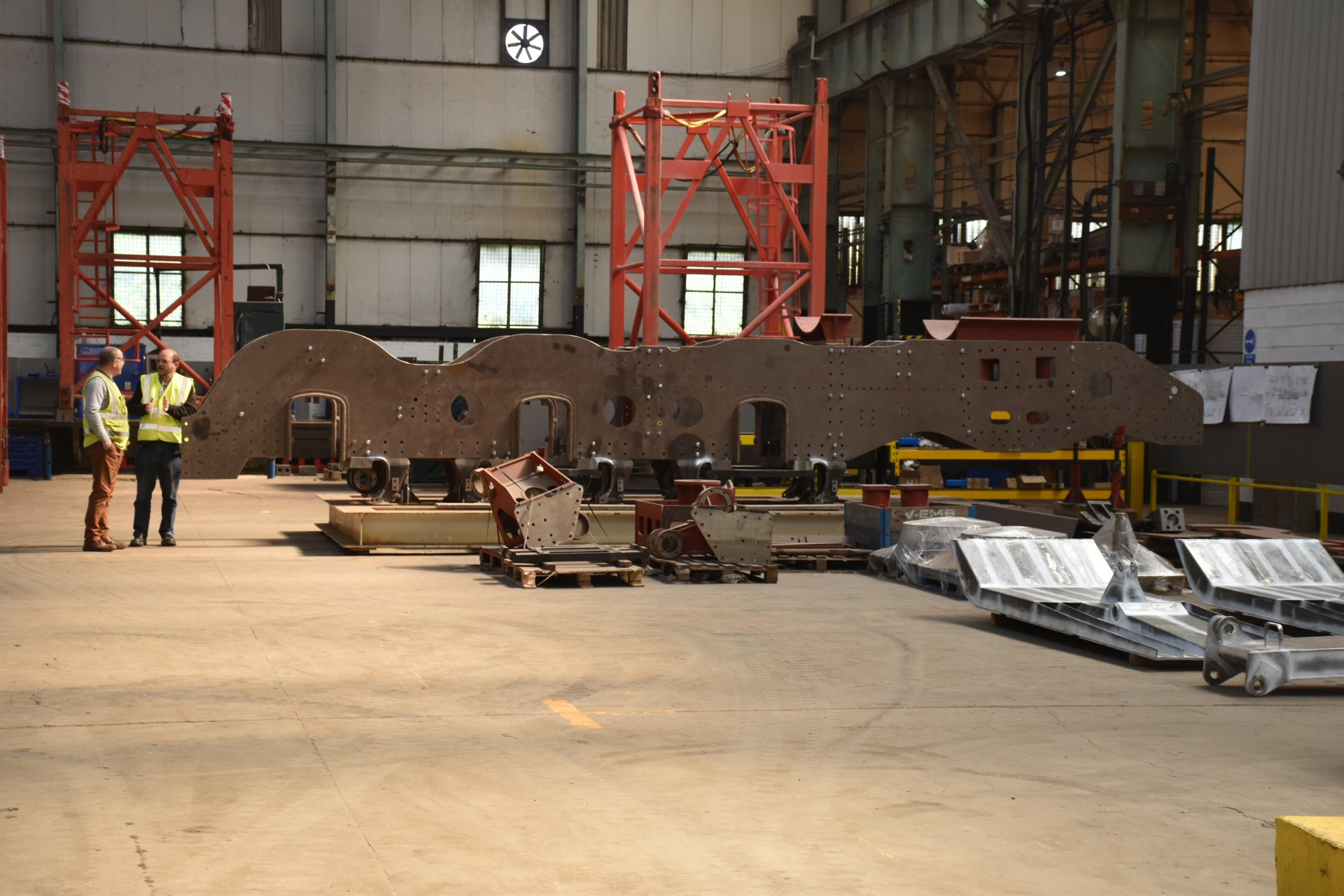
Rahmen der Lokomotive 72010 im Bau in Sheffield (2019)

Seit 2012 wird nach dem Vorbild der 2008 fertiggestellten Lokomotive 60163 Tornado des A1 Steam Locomotive Trust an einem Nachbau einer Maschine der Clan Class gearbeitet. Im Falle der Fertigstellung wäre die Maschine, die in Fortführung der ursprünglichen zehn Lokomotiven die Nummer 72010 sowie den Namen Hengist erhalten soll, die 1000. Standardlokomotive nach den Plänen von British Railways. Mit Stand Ende 2023 sind der Rahmen, das Führerhaus, die Rauchkammer sowie Teile des Fahrwerks fertiggestellt. Gegenüber den ursprünglichen Bauplänen sind diverse Modifikationen und technische Verbesserungen vorgesehen, orientiert an den zwischenzeitlichen Umbauten an der Lokomotive 71000 Duke of Gloucester der BR-Standardklasse 8P. Insgesamt soll der Nachbau rund 4 Millionen Pfund kosten, die über Fundraising und Fördermittel beschafft werden sollen. Die Fertigstellung ist für das Jahr 2026 vorgesehen.